# توفيق الكردي
توفيق الكردي ممثل مصري من مواليد  16 يوليو 1939، كانت أول أعماله الاشتراك في فيلم «غراميات مجنون» عام 1967. قام بالعديد من الأدوار الثانوية في السينما والتليفزيون وأغلبها أدوارا مكتبية إما ضابط شرطة أو مسئول أو موظف أو طبيب وعرف بغزارته في العمل بالعديد من الأفلام.
توفي في 19 أبريل 2007 عن عمر يناهز 68 سنة.

## أهم أعماله
- 1982: الحل اسمه نظيرة
- 1993: امرأة تدفع الثمن

مسلسل «رأفت الهجان» الجزء الأول للمخرج يحيى العلمي عام 1988.
فيلم «اللعب مع الكبار» للمخرج شريف عرفة عام 1991.
فيلم «القاتلة» للمخرجة إيناس الدغيدي عام 1992.
مسلسل «المال والبنون» الجزء الأول للمخرج مجدي أبو عميرة عام 1992.
فيلم «أرض الأحلام» للمخرج داوود عبد السيد عام 1993.
فيلم «بوابة ابليس» للمخرج عادل الأعصر عام 1993.
مسلسل «ذئاب الجبل» للمخرج مجدي أبو عميرة عام 1993.
فيلم «الإرهابي» للمخرج نادر جلال عام 1994.
فيلم «ميت فل» للمخرج رأفت الميهي عام 1996.
فيلم «يا دنيا يا غرامي» للمخرج مجدي أحمد علي عام 1996.
فيلم «القبطان» للمخرج سيد سعيد عام 1997.
مسلسل «الضوء الشارد» للمخرج مجدي أبو عميرة عام 1998.

## وصلات خارجية
- توفيق الكردي على موقع الدهليز
- توفيق الكردي على موقع قاعدة بيانات الأفلام العربية

https://dhliz.com/artist/cxVsuF-PbzQ/ توفيق الكردي (ممثل)
https://karohat.com/Person/95826838-1adc-4466-bd72-6d624c9e7887 توفيق الكردي (ممثل)